# Jo Einaar

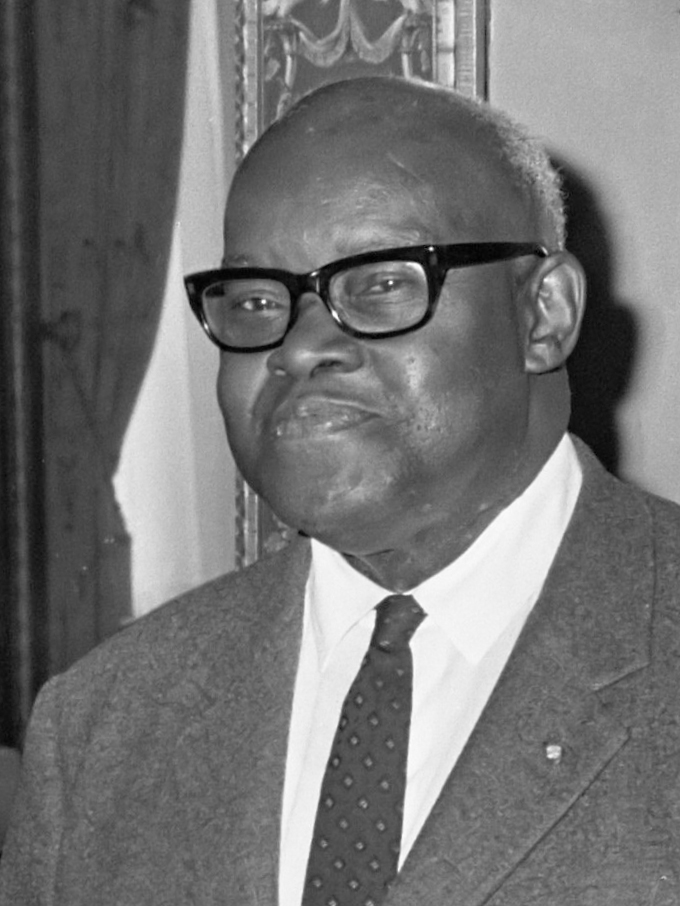
Jo Einaar (1966)

Johan Friedrich Egbert (Jo) Einaar (Paramaribo, 1 januari 1896 – Beneden-Leeuwen (Nederland), 20 oktober 1977) was een Surinaams diplomaat.
Hij werd geboren als zoon van een door herrnhutters opgeleide zendeling, terwijl zijn grootouders nog slaaf waren geweest. Hij begon zijn carrière als onderwijzer voor hij in 1919 naar Amsterdam vertrok waar hij studeerde aan de Eerste Openbare Handelsschool. Om in zijn levensonderhoud te voorzien werkte hij als inspecteur bij een levensverzekeringsmaatschappij. Na een colloquium doctum werd hij in 1927 toegelaten aan de Rijksuniversiteit Leiden waar hij in 1935 promoveerde op het proefschrift Bijdrage tot de kennis van het Engelsch tusschenbestuur van Suriname 1804-1816.
Kort voor het uitbreken van de Tweede Wereldoorlog keerde hij terug naar Suriname. Nadat in 1939 het Statenlid C.W. Naar was opgestapt werd Einaar bij tussentijdse verkiezingen verkozen tot lid van de Staten van Suriname. Bovendien was hij van 1939 tot 1945 chef van het centraal archief in Paramaribo. Hierna vertrok hij naar de Verenigde Staten waar hij gasthoogleraar antropologie werd aan de Howard University; een universiteit met vooral studenten van Afro-Amerikaanse afkomst. In 1947 werd Einaar area specialist op de Caraïbische afdeling van de Verenigde Naties. Vervolgens werd hij de eerste Surinamer die in dienst trad van de Nederlandse diplomatieke dienst, toen hij in 1948 consul en later consul-generaal van het Koninkrijk der Nederlanden in New York werd.
Na zijn pensionering kwam Einaar begin 1961 naar Nederland waar hij directeur van het kabinet van de gevolmachtigd minister van Suriname werd en tevens plaatsvervangend gevolmachtigd minister. In die laatste functie voerde hij op 10 november 1965 namens Suriname het woord in de Tweede Kamer bij de behandeling van de toestemmingswet aangaande het voorgenomen huwelijk van kroonprinses Beatrix met Claus van Amsberg. Later die maand werd Einaar benoemd tot gevolmachtigd minister van Suriname in Nederland wat hij tot juli 1968 zou blijven. Eind 1968 startte de Universiteit van Suriname waar hij de eerste president-curator was.
Einaar overleed eind 1977 op 81-jarige leeftijd in het Gelderse plaatsje Beneden-Leeuwen.